# Вища Духовна Семінарія Святого Духа (Городок)
Вища Духовна Семінарія Святого Духа (Городок) — вищий духовний навчальний заклад Кам'янець-Подільської дієцезії, заснована 1991 р. єпископом Яном Ольшанським.

## Історія
У вересні 1996 року семінарія стала філією теологічного факультету Папського Латеранського університету в Римі. Головним завданням
семінарії є підготовка священиків для праці в парафіях дієцезії.

## Ректори
- о. Ян Слєповронський, 1991-2001
- о.  д-р Ян Нємєц, 2001-2007
- о. д-р Вячеслав Грумницький 2007-2014
- о.  д-р Олександр Язловецький, 2014-2018
- о. д-р. Віктор Білоус, 2018 -